# Ъпсън (окръг, Джорджия)
Окръг Ъпсън (на английски: Upson County) е окръг в щата Джорджия, Съединени американски щати. Площта му е 850 km², а населението - 27 597 души (2000). Административен център е град Томастън.